# Hikaru Hiyama
Hikaru Hiyama (檜山 ひかる?, Hiyama Hikaru) è la co-protagonista della serie manga e anime Orange Road. Nella prima versione italiana dell'anime, adattata e trasmessa da Mediaset, il personaggio è stato chiamato Tinetta.

## Il personaggio
Hikaru Hiyama è presentata all'inizio della serie come una persona sgradevole, un'attaccabrighe, una giovane delinquente dai modi possibilmente peggiori di quelli di Madoka Ayukawa. Proprio come Madoka, Hikaru è in parte dedita al fumo e ad un linguaggio piuttosto scurrile. Tuttavia, dopo aver conosciuto Kyōsuke Kasuga, in realtà Hikaru si scopre una ragazza gentile, dolce ed energica, oltre che molto fedele a coloro a cui tiene. Hikaru è anche un po' infantile, specialmente perché è una figlia unica e un po' riparata; quando è estremamente eccitata, a volte tende a tornare a una forma di chiacchiere infantile, che è considerata carina per gli standard giapponesi. Anche lei smette di fumare. Lo stesso nome di Hikaru richiama queste sue caratteristiche caratteriali. Infatti "hikaru" è la parola giapponese con cui si indica la luce e l'azione del brillare. Inoltre è un nome sia maschile che femminile, cosa voluta dall'autore per indicare proprio la personalità "maschiaccia" iniziale del personaggio.
Hikaru si trova casualmente a vedere Kyōsuke eseguire un canestro da seduto, da una distanza assurda e con una forza impressionante, realizzato in realtà tramite i poteri, e finisce per innamorarsi perdutamente di lui. Hikaru fa sempre riferimento a Kyōsuke con la parola "tesoruccio" (in originale l'inglese "darling") e tende ad utilizzare una forma di linguaggio molto infantile. Hikaru prova nei confronti di Kyōsuke un amore sincero, ma non del tutto corrisposto. Infatti Kyōsuke è in realtà innamorato di Madoka, ma non ha il coraggio di rivelare ad Hikaru la verità per paura di ferirla. Le cose sono ulteriormente complicate dal fatto che Madoka è la migliore amica di Hikaru, ed anche lei per le stesse ragioni non è in grado di rivelare la verità all'amica. Nell'anime la situazione si sbroglia nel film Orange Road: Vorrei tornare a quei giorni quando Kyōsuke decide di affrontare la situazione di petto, parlando direttamente con Hikaru, che prenderà molto male la cosa. Nel manga invece Hikaru apprende la verità indirettamente da Manami, la sorella di Kyōsuke, ed avrà la conferma dopo aver origliato uno sfogo di Madoka al proprietario dell'ABCB. Ciò nonostante Hikaru riuscirà a trovare la forza di perdonare sia Madoka che Kyōsuke e di "benedire" la loro relazione.
Hikaru è di due anni più giovane di Kyōsuke e Madoka, ed è nata lo stesso giorno di Kyōsuke. Frequenta la stessa classe di Manami e Kurumi, le sorelle di Kyōsuke. Hikaru ha fatto amicizia con Madoka quando un bullo ha portato via il medaglione preferito della piccola Hikaru, e una Madoka preadolescente ha assistito a questo e ha inseguito il bullo fino a quando non lo ha restituito a Hikaru, suggellando l'amicizia delle due ragazze. Nutre una grande passione per la danza e per il canto. Nel film Orange Road The Movie: ...e poi, l'inizio di quella estate..., ambientato nel futuro dei personaggi, viene rivelato che Hikaru è diventata una ballerina di musical e si è trasferita per lavoro negli Stati Uniti.

## Aspetto fisico
Hikaru è una ragazzina dall'aspetto solare e allegro, che riflette del resto il suo carattere. È molto carina, ha gli occhi azzurri e i capelli castani chiari, che porta sempre corti a caschetto, tranne che nel futuro rappresentato dal secondo film, in cui diventerà una ventenne molto attraente e farà la ballerina di musical.

## Personalità
Inizialmente è presentata come sgradevole, una attaccabrighe e una parlatrice più dura di Madoka. Ma una volta che diventa amica di Kyousuke, si scopre che in realtà è molto gentile, dolce, frizzante ed energica. Dopo aver visto Kyousuke eseguire un'impresa fisica impressionante usando "il potere", finisce per innamorarsi di lui abbastanza duramente. Si riferisce a lui con la parola inglese "Darling". Tende a tornare a una forma di chiacchiere infantile, che è un segnale che è estremamente immatura e protetta.
Ha dei sentimenti per Kyousuke, che si prende cura di lei ma più come una sorella che come una futura fidanzata, ed è la migliore e quasi unica amica di Madoka per diversi anni da quando lei e Yūsaku erano gli unici a non aver mai avuto paura di lei.

## Doppiatrici
In Orange Road, Hikaru è doppiata in giapponese da Eriko Hara nell'anime, nei film e negli OAV, mentre da Yōko Ogai nell'episodio pilota e da Yuka Imai nel radiodramma.
Nella versione in italiano è doppiata da Marina Massironi nella prima edizione dell'anime e dei film a cura della Mediaset (tranne negli OAV diretti da quest'ultima, dove la voce è della cugina Cinzia Massironi), da Laura Lenghi nell'adattamento dell'anime e dei film della Dynamic Italia, i quali diritti sono passati poi alla Yamato Video, e da Elisabetta Spinelli negli OAV.

## Apparizioni
- Orange Road (1984 – 1987) - manga
- È quasi magia Johnny / Capricciosa Orange Road (1987 – 1988) - serie TV anime
- È quasi magia Johnny: Una difficile scelta (1988) - film
- Capricciosa Orange Road (1989) - serie OAV
- Shin Kimagure Orange Road (1994 – 1997) - serie di light novel
- Orange Road The Movie: ...e poi, l'inizio di quella estate... (1996) - film